# Johan Reuselius
Johan Reuselius, född 13 december 1680 i Linköpings församling, Östergötlands län, död 25 april 1746 i Nykils församling, Östergötlands län, var en svensk präst.

## Biografi
Johan Reuselius föddes 1680 i Linköpings församling. Han var son till kyrkoherden Magnus Olavi Reuselius i Askeryds församling. Reuselius blev 1701 student vid Uppsala universitet och prästvigdes 18 augusti 1714. Han blev 1714 komminister i Tveta församling och 3 november 1731 kyrkoherde i Nykils församling, tillträde 1732. Reuselius avled 1746 i Nykils församling.

## Familj
Reuselius var gift med Christina Hedsin (död 1755). Hon var troligen dotter till kyrkoherden Lars Hedsin och Catharina Schalin i Norrtälje församling. De fick tillsammans barnen Magnus Reuselius (född 1715), provinsialschäfern Samuel Reuselius (1718–1764) i Stockholm, inspektoren Magnus Reuselius (1720–1753) vid Amiralitet i karlskrona, Maria Reuselius (född 1722) som var gift med kyrkoherden S. Reuselius i Hägerstads församling och kyrkoherden A. Lidbergius i Gärdserums församling, Göril Margareta Reuselius (född 1724) och kommissionslantmätaren Martin Reuselius (1729–1781) i Kalmar.